# Luísa Fernanda de Espanha
Maria Luísa Fernanda de Bourbon (Madrid, 30 de janeiro de 1832 – Sevilha, 2 de fevereiro de 1897) foi Infanta da Espanha, filha mais nova do rei Fernando VII da Espanha e de sua quarta esposa, a princesa Maria Cristina das Duas Sicílias, sendo a irmã mais nova da rainha Isabel II.

## Biografia
Foi herdeira presuntiva da coroa espanhola quando sua irmã mais velha, Isabel II, ascendeu ao trono, entre 1833 e 1851, quando a filha sobrevivente mais velha de Isabel nasceu.
Isabel estava noiva de seu primo-irmão Francisco da Espanha, conhecido por ser homossexual e supostamente impotente. Seu parente, o rei Luís Filipe I da França pensou que nenhum filho nasceria do casamento de Isabel e, na pretensão de que a coroa espanhola fosse herdada por netos seus, ajustou o casamento de Luísa Fernanda com seu filho mais novo, Antônio, Duque de Montpensier, que também era primo irmão da mãe de Luísa Fernanda.
Luísa Fernanda, de quatorze anos de idade, e Antônio, de vinte e dois, celebraram suas núpcias em 10 de outubro de 1846, junto com as de Isabel e Francisco, e o jovem duque recebeu o título de infante da Espanha. O casal então se mudou para Paris e depois para Sevilha.
Em 1848, o pai de Antônio foi deposto. No mesmo ano, Luísa Fernanda, então com dezesseis anos, deu à luz seu primeiro bebê. Quando o primeiro filho de sua irmã Isabel, nascido em 1850, logo faleceu, Luísa voltou a ser sua herdeira. Então, enfim, uma segunda criança, nascida em 1851, sobreviveu. Finalmente, a rainha Isabel foi sucedida por seu filho sobrevivente, Afonso XII.
Depois que Isabel foi deposta, a família teve que se exilar. Luísa voltou para Sevilha anos depois, já viúva, onde veio a falecer. Seu corpo foi sepultado no Mosteiro do Escorial.

## Candidata ao trono do Equador
Existem vários documentos, correspondência principalmente diplomática entre as embaixadas latino-americanos se estabeleceu em Londres, na qual a participação pessoal do rei Luís Filipe I presume-se nos planos para criar um Reino de Equador traçado pelo ex-presidente Juan José Flores, porque o francês governo negou oficialmente o apoio quando aqueles foram apresentados em Paris algumas semanas antes. Para isso, o rei traga seu próprio dinheiro em troca de colocar um dos seus descendentes no trono do Equador.
De acordo com Francisco Michelena Rojas, embaixador do Equador em Londres, os planos para criar um Reino de Equador traçadas pelo ex-presidente do país sul-americano, o general Juan José Flores, teria sido ecoou nos principais tribunais europeus com interesses na América. Michelena principalmente acusou a França de agitação de maneiras diferentes para estabelecer a sua dominação, oferecendo seus príncipes sob alianças familiares, ou o seu protectorado, tentando influenciar os governos contra os interesses nacionais e humilhantes suas novas nacionalidades. Para isso, o dinheiro necessário para a expedição provavelmente vindo do rei Luís Filipe I.
Por outro lado Manuel Moreno, embaixador da Argentina em Londres, também suspeita a intervenção francesa no Equador, acreditando que a candidatura ao trono foi oferecida a Agustín Muñoz de Bourbon-Duas Sicílias, filho do segundo casamento da rainha Maria Cristina das Duas Sicílias, era apenas aparente e provisória, e que basicamente tudo o que foi executado pelo monarca francês para acabar com a outra parte do Tratado de Utrecht, e trazer a Casa de Orleães para a América Latina.

## Galeria

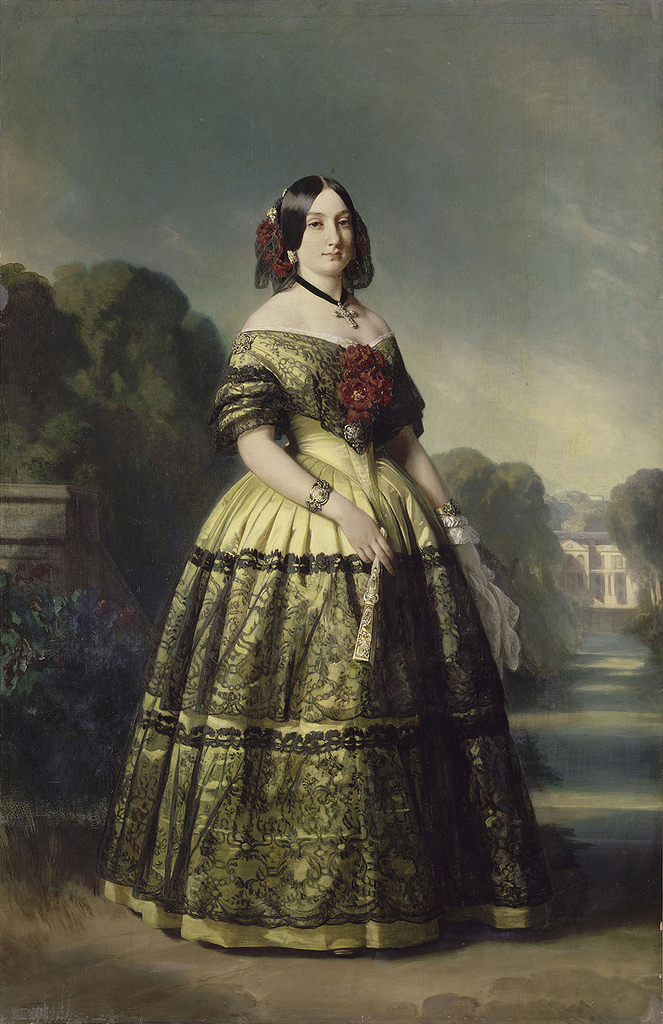
Retrato da Duquesa de Montpensier (1847), Franz Xaver Winterhalter
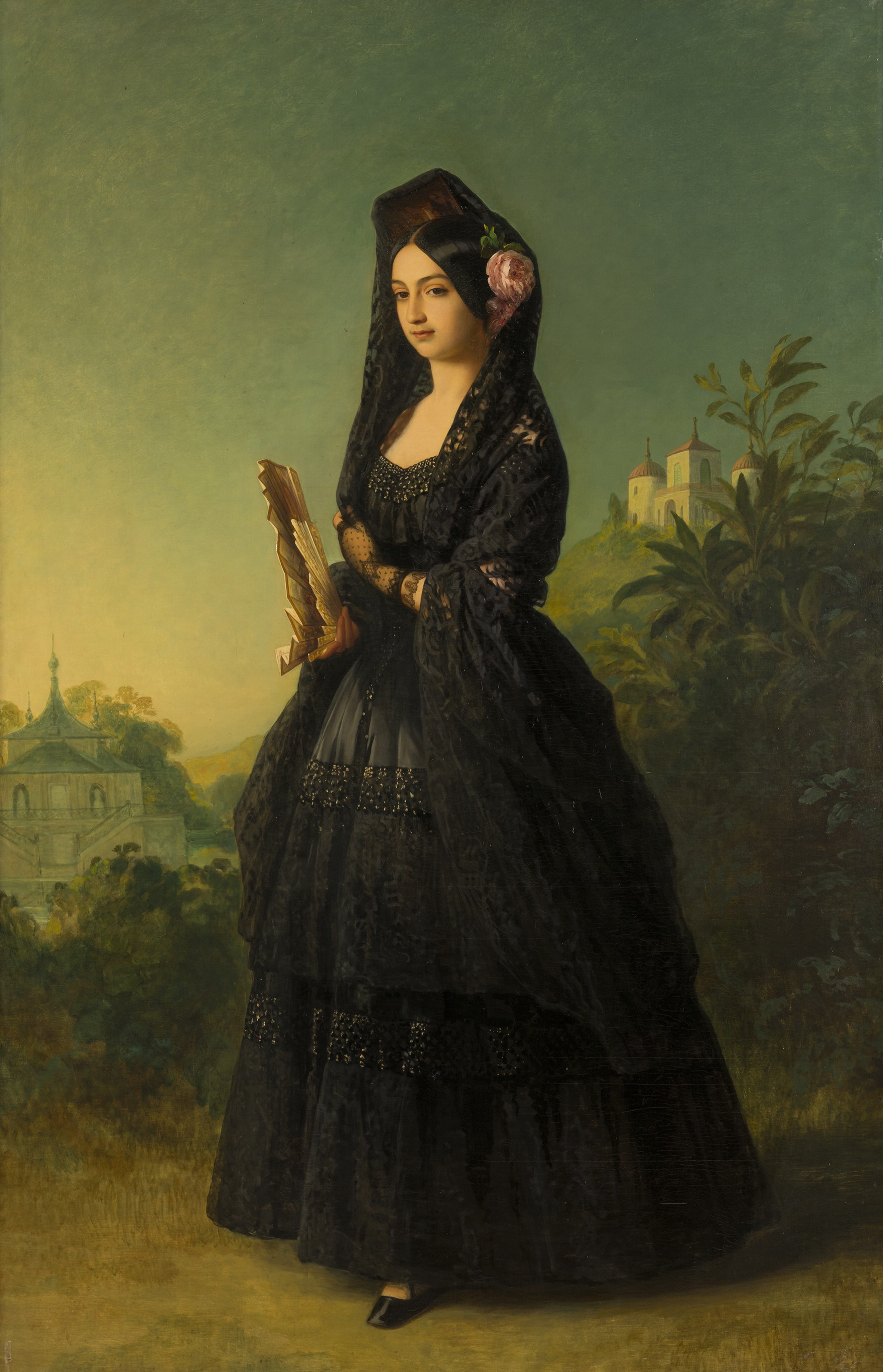
Retrato da Duquesa de Montpensier com mantilha espanhola (1847), Franz Xaver Winterhalter
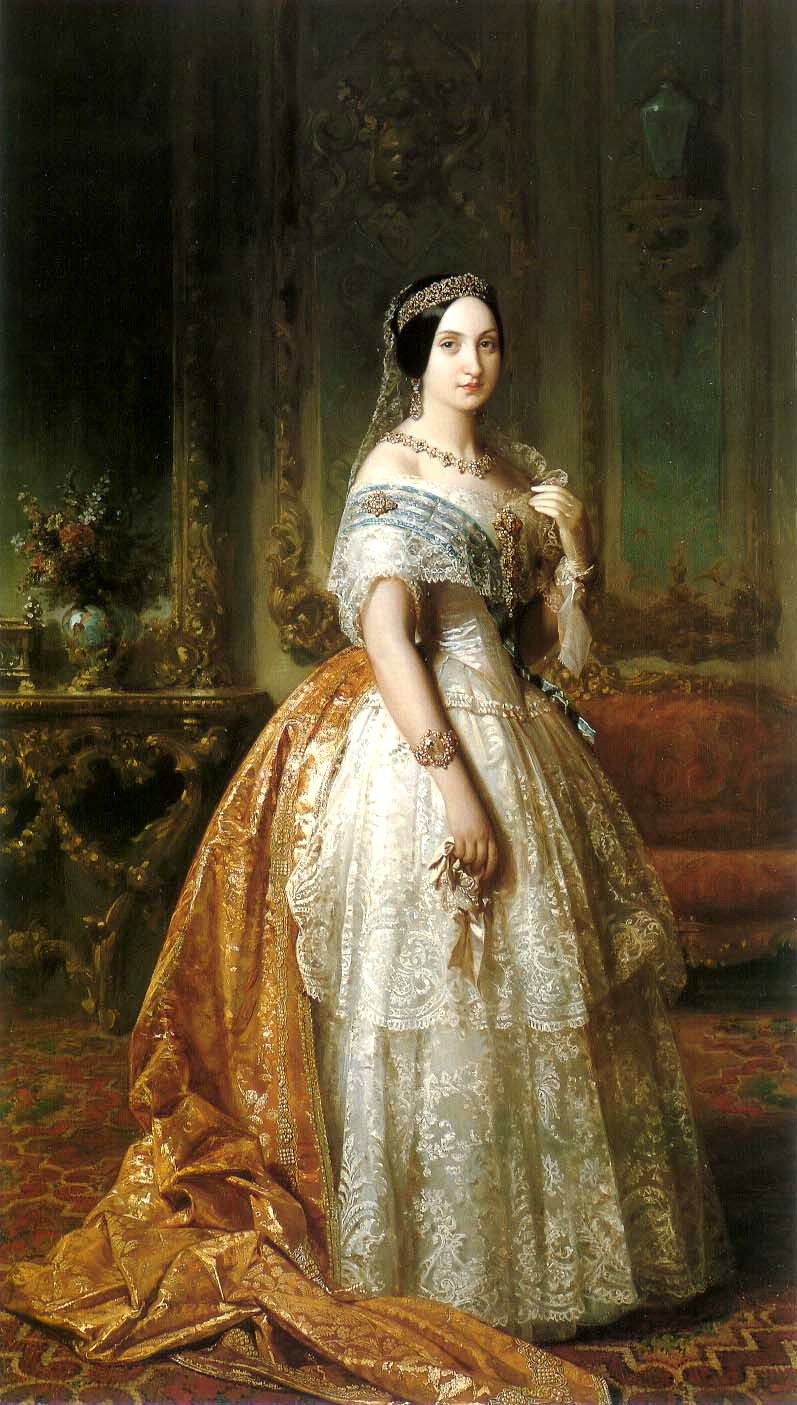
Retrato da Duquesa de Montpensier (1851), Federico de Madrazo y Kuntz

## Títulos, estilos e honras

### Títulos e estilos
- 30 de janeiro de 1832 – 10 de outubro de 1846: Sua Alteza Real, a Infanta Luísa Fernanda da Espanha
- 10 de outubro de 1846 – 4 de fevereiro de 1890: Sua Alteza Real, a Duquesa de Montpensier
- 4 de fevereiro de 1890 – 2 de fevereiro de 1897: Sua Alteza Real, a Duquesa-viúva de Montpensier

### Honras
- Dama Nobre da Ordem da Rainha Maria Luísa - .[1]
- Dama da Ordem da Cruz Estrelada[2]

## Descendência

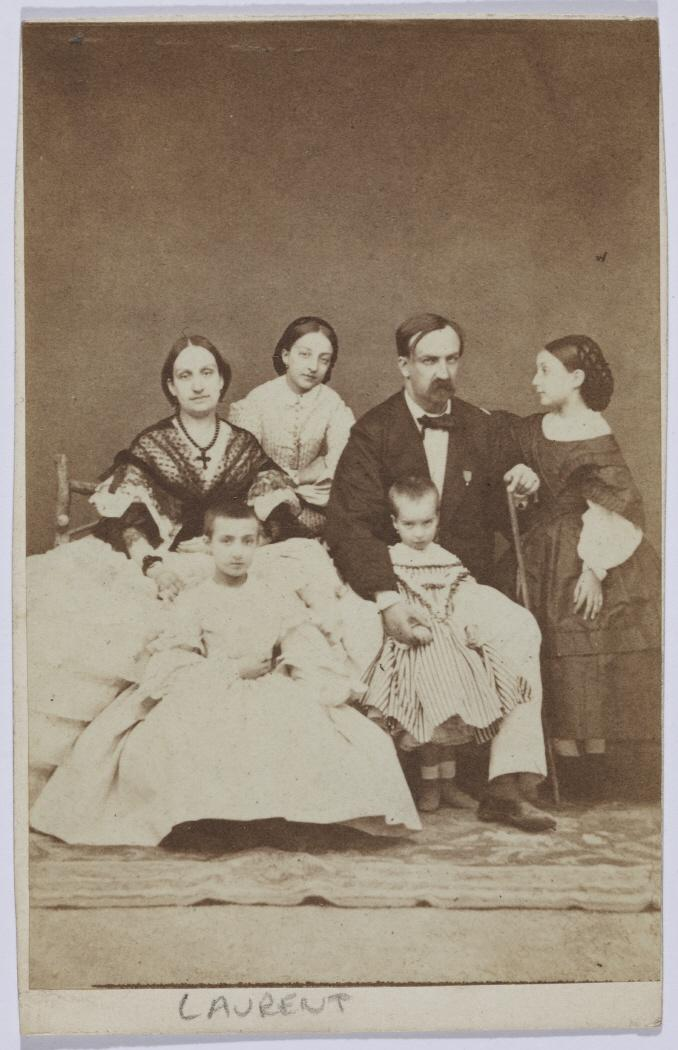
Os duques de Montpensier e suas filhas: Maria Isabel, Maria Amélia, Maria Cristina e Maria da Regra - cerca de 1860

Luísa Fernanda e Antônio tiveram dez filhos, mas apenas cinco atingiram a maturidade:
- Maria Isabel (21 de setembro de 1848 – 23 de abril de 1919), casada com Luís Filipe, Conde de Paris, com descendência;
- Maria Amélia (28 de agosto de 1851 – 11 de novembro de 1870), faleceu de tuberculose, solteira e sem descendência;
- Maria Cristina (29 de outubro de 1852 – 27 de abril de 1879), que noivou com seu primo Afonso XII, cinco anos mais novo, depois da morte de sua irmã mais nova, Maria das Mercedes, mas faleceu antes do casamento;
- Maria da Regra (9 de outubro de 1856 – 25 de julho de 1861), morreu na infância;
- Criança natimorta (31 de março de 1857);
- Fernando (29 de maio de 1859 – 3 de dezembro de 1873), morreu na adolescência, vítima de sarampo;
- Maria das Mercedes (24 de junho de 1860 - 26 de junho de 1878), casada com o rei Afonso XII da Espanha, sem descendência;
- Filipe (12 de maio de 1862 - 13 de fevereiro de 1864), morreu na infância;
- Antônio (23 de fevereiro de 1866 - 24 de dezembro de 1930), Duque da Galliera, casado com a infanta Eulália da Espanha, com descendência;
- Luís (30 de abril de 1867 - 21 de maio de 1874), morreu na infância.

De todos os seus filhos, apenas Maria Isabel, Condessa de Paris, e Antônio, Duque da Galliera, deixaram filhos. Através de Antônio, a linha atualmente não-real de duques da Galliera continua. Os netos dele perderam status real devido a casamentos não-dinásticos. O atual duque de Galliera é trineto de Antônio, D. Alfonso Francesco de Orléans-Bourbon y Ferrara-Pignatelli.
Através de Maria Isabel, Luísa Fernanda tornou-se bisavó do rei Manuel II de Portugal; dos duques Luís Filipe de Bragança, Amadeu II de Aosta e Aimone de Saboia; das princesas Dolores Czartoryski e Esperança de Orléans e Bragança; da condessa Maria das Mercedes de Bourbon-Duas Sicílias, mãe do rei João Carlos, e de Henrique, Conde de Paris.